# Harald Smith
Harald Smith (ur. 29 czerwca 1879 w Oslo – zm. maj 1977 w Ragaz) – norweski kombinator norweski uczestniczący w zawodach w latach 1900-1909. W 1906 roku przeniósł się do Szwajcarii, gdzie wraz ze swoim bratem - Trygve promował narciarstwo. Organizował zawody między innymi w Davos i Sankt Moritz. W 1910 roku pomógł zorganizować pierwsze zawody w slalomie specjalnym na terenie Szwajcarii.
W 1904 roku za swoje osiągnięcia sportowe został wyróżniony medalem Holmenkollen.